# Standard Performance Evaluation Corporation
L'Standard Performance Evaluation Corporation (SPEC) és una corporació nord-americana sense ànim de lucre que té com a objectiu produir, establir, mantenir i aprovar un conjunt estandarditzat de punts de referència de rendiment per a ordinadors.
SPEC es va fundar el 1988. Originalment es va anomenar System Performance Evaluation Cooperative. El seu primer estàndard de referència va ser SPEC [1989] o SPEC Benchmark Suite Release 1.0, octubre de 1989. Els punts de referència SPEC s'utilitzen àmpliament per avaluar el rendiment dels sistemes informàtics; els resultats de les proves es publiquen al lloc web de SPEC.
Amb el pas del temps, SPEC es va convertir en una organització paraigua formada per quatre grups principals: el Grup de Rendiment de Gràfics i Estacions de Treball (GWPG), el Grup d'Alt Rendiment (HPG), el Grup de Sistemes Oberts (OSG) i la incorporació més recent, el Grup de Recerca (RG).

## Estructura
- Grup de sistemes oberts (OSG)
- Grup d'alt rendiment (HPG)
- Grup de rendiment de gràfics i estacions de treball (GWPG)
- Grup de Recerca SPEC (RG)

## Suites de referència SPEC
Els punts de referència tenen com a objectiu provar situacions "de la vida real". Hi ha diversos punts de referència per provar escenaris de Java, des de càlcul simple (SPECjbb) fins a un sistema complet amb Java EE, base de dades, disc i xarxa (SPECjEnterprise).
Els paquets de CPU SPEC posen a prova el rendiment de la CPU mesurant el temps d'execució de diversos programes com ara el compilador GCC, el programa de química gamess i el programa meteorològic WRF. Les diferents tasques tenen el mateix pes; no s'intenta ponderar-los en funció de la seva importància percebuda. La puntuació global es basa en una mitjana geomètrica.

## Núvol
Mesurar i comparar els recursos de subministrament, càlcul, emmagatzematge i xarxa de les plataformes de núvol IaaS.
- SPEC Cloud IaaS 2018
- SPEC Cloud IaaS 2016

## CPU
| Actual suportat | Han estat obsoletats                                                      |
| --------------- | ------------------------------------------------------------------------- |
| - SPEC CPU2017  | - SPEC CPU2006 - SPEC CPU2000 - ESPECIFICACIÓ CPU95 - ESPECIFICACIÓ CPU92 |